# 胥口镇 (苏州市)
胥口镇，是中华人民共和国江苏省苏州市吴中区下辖的一个乡镇级行政单位。

## 行政区划
胥口镇下辖以下地区：
子胥社区、东欣村、新峰村、箭泾村、采香泾村、合丰村和马舍村。

## 地理
胥口镇位于苏州西郊15千米的太湖之滨，依山傍水，胥江在此从太湖流向苏州城，穹窿山、香山、胥王山、姑苏山、灵岩山、五峰山葱茏苍翠，环抱四周。地势在太湖平原属于较高。四季分明，年平均气温15.8℃。

## 历史
胥口镇得名于春秋时期吴国的宰相伍子胥。公元前484年，吴王夫差赐伍子胥自刎，投尸于胥江，尸首沿江漂浮至今胥口。子胥墓和胥王庙就位于胥口镇。

## 文化
胥口镇在历史上以“香山帮” 工匠著称， 明代，蒯祥设计并指挥了北京故宫的建造工程。
从上世纪80年代起，胥口家家有画室，人人习画，全镇从事书画业的有2000多人。1991年6月，胥口被文化部命名为“中国书画之乡”，中国美协也与苏州胥口镇联合成立了“中国美术家协会苏州胥口展览中心”，并且打造了“中国书画名家一条街”。随后，文化部授予胥口“全国文化（美术）产业示范基地”称号。书画，逐渐成为胥口的一个特色文化产业，形成了一条成功的产业链。全镇每年有10万多幅书画作品销往全国各地以及海外，全年书画总收入超过3000万元，形成中国最大的书画交易集散中心。

## 经济
胥口镇已建成镇东的胥江工业园和镇西的香山工业园，吸引了日、台等外资企业80多家，三洋家电、日立电线等。2010年，全镇预计实现国内生产总值65亿元，同比增长12.3%；预计完成全口径财政收入11亿元，同比增长13.9%；预计地方一般预算收入5亿元，同比增长13.6%；预计完成全社会固定资产投资22亿元，同比增长15.1%；预计农民人均纯收入15740元，同比增长10.5%。目前，胥口镇是中国最大的吸尘器和自行车摩电灯生产基地。
近年来，胥口镇沿太湖兴建了以“太湖黄金水岸”为代表的大批别墅区。

## 文化创意产业
2009年10月18日胥口镇与中青旅集团正式签约，进行资源的全面合作，利用胥口“一山两河”和环太湖独特资源，提出了胥口现代服务的新型发展战略，以建设“胥江一号”文化创意产业园为先导，打造“三带五园”新胥口。
“三带”：指胥江文化创意产业带、一箭河风情休闲旅游带、现代商业服务带。
“五园”： 胥江工业园、太湖现代装备科技园、胥江一号文化创意园、胥王山农业生态养生园、环太湖物流商贸园。
“ 胥江一号”文化创意园，由胥江文化创意产业带、一箭河风情休闲旅游带，组成整个以“胥江一号”为地理品牌的文化创意产业园，用以布局胥口镇的文化创意产业新格局。